# Tankar och löjen, belletristiska drag ur Thomanders och C.F. Dahlgrens brefvexling
I "Tankar och löjen af J.H. Thomander" (fullständig titel Tankar och löjen, belletristiska drag ur Thomanders och C.F. Dahlgrens brefvexling), utgiven av Arvid Ahnfelt (1876), är intagen en mellan Carl Fredric Dahlgren och Johan Henrik Thomander åren 1823-30 förd brevväxling, vilken innehåller många drag, som belyser dessa bägge personligheter.